# コンスタンチン・ラヴロネンコ
コンスタンチン・ラヴロネンコ（ロシア語: Константи́н Лавро́ненко、ロシア語ラテン翻字: Konstantin Lavronenko、1961年4月20日 - ）はロシア出身の俳優。

## 略歴
ロストフ・ナ・ドヌの大学で学んだ後、1979年から2年間ソビエト軍に従軍。その後、モスクワで演技を学んだ。
2007年、映画『Izgnanie』でカンヌ国際映画祭 男優賞を受賞。

## 出演作品
- 父、帰る Vozvrashcheniye (2003)
- アークエンジェル Archangel (2005)
- アンチグラビティ Кома (2019)
- ワールドエンド The Blackout (2019)